# Stan Willemse
Stanley Bernard „Stan“ Willemse (* 23. August 1924 in Brighton; † 5. August 2011 ebenda) war ein englischer Fußballspieler. Der linke Verteidiger gewann 1955 mit dem FC Chelsea die englische Meisterschaft.

## Sportlicher Werdegang
Bereits im Schüleralter war Willemse fußballerisch bei seinem Heimatklub Brighton & Hove Albion aktiv und als 16-Jähriger kam er in der ersten Mannschaft zum Einsatz in einem Wettbewerb, der zu Kriegszeiten auf inoffizieller Basis ausgetragen wurde. Während des Zweiten Weltkriegs diente Willemse in der britischen Marineinfanterie und obwohl er sich bei Kampfhandlungen im französischen Dünkirchen eine Schrapnellwunde einhandelte, setzte er nach Wiederaufnahme des Spielbetriebs die Sportlerkarriere fort. Er absolvierte seine ersten vier Pflichtspiele im Frühjahr 1946 im FA Cup als linker Halbstürmer. Im Sommer 1946 unterzeichnete Willemse dann einen Profivertrag in Brighton und Willemse wurde fortan als Linksverteidiger eingesetzt. Er war Stammspieler und obwohl seine Mannschaft in der Saison 1947/48 Schlusslicht der Third Division South war, konnte Willemse mit guten Leistungen überzeugen und letztlich den Klub im folgenden Jahr auf einen guten sechsten Rang heraufführen. Sein guter Ruf erreichte die höchste englische Spielklasse und er wechselte im Juli 1949 zum FC Chelsea – Brighton nutzte die Ablösesumme von 6.500 Pfund für Willemse dafür, die vom Krieg stark durch Fliegerbomben beschädigte Heimspielstätte Goldstone Ground auszubessern.
Willemse benötigte etwas Eingewöhnungszeit bei den „Blues“ und er stand zunächst im Schatten des erfahrenen walisischen Nationalspielers Billy Hughes. Nachdem dieser sich verletzt hatte, nutzte Willemse die sich gebotene Gelegenheit und in der Mannschaft, die unter Trainer Bily Birrell um den Klassenerhalt kämpfte, hatte er längere Einsatzserien. Einen Stammplatz bekam er allerdings erst, als Ted Drake Birrells Nachfolge antrat. Willemse wurde nicht Opfer der zahlreichen Umstrukturierungen des neuen Cheftrainers und als groß gewachsener und kräftiger Abwehrspieler, der seine Stärken im Kopfball, Passspiel und (zumeist fair gestalteten) Zweikampf hatte, entwickelte er sich sportlich gleichsam positiv wie Chelseas Mannschaft, die vom Abstiegskandidaten zum englischen Meister 1955 wurde. Zwar galt Mittelstürmer Roy Bentley als „Star“ der Mannschaft, aber auch die linke Seite, die Willemse gemeinsam mit dem linken Halbstürmer Derek Saunders und dem Flügelspieler Frank Blunstone bildete, galt als ein Schlüssel zum Meistererfolg. Willemse war einer der Publikumslieblinge und als Blunstone gegen den AFC Sunderland verletzt ausfiel, half er zweimal als Linksaußen aus, schoss beim 2:1 gegen den AFC Sunderland ein Tor und überzeugte auch beim 4:2 gegen Tottenham. In dieser Zeit galt er zwar als einer der besten englischen Linksverteidiger, aber nach einem Einsatz für Englands B-Auswahl 1953 gegen die Schweiz sollte es für einen Einsatz in der A-Nationalmannschaft nicht reichen. Das galt vor allem an Roger Byrne von Manchester United und nach dessen frühem Tod 1958 hatte Willemse seinen Zenit bereit überschritten. Internationale Erfahrungen machte er hingegen 1955 noch mit zwei Einsätzen für die Londoner Stadtauswahl bei der Erstausgabe des Messepokals. Im Juni 1956 heuerte Willemse dann nach 221 Pflichtspielen für Chelsea für 4.500 Pfund innerhalb Londons bei Leyton Orient an, das kurz zuvor in die zweite Liga aufgestiegen war. Mit seiner Erfahrung verhalf Willemse seinem neuen Klub zum zweimaligen Klassenerhalt in den folgenden Jahren, bevor er im Mai 1958 seinen Rücktritt erklärte.
Danach arbeitete als Wirt einem Pub in Brighton und betrieb ein Wettlokal, bevor er als Sicherheitsbeauftragter an der Universität London beschäftigt war. Als Chelsea 50 Jahre später die zweite englische Meisterschaft im Jahr 2005 errang, trug Willemse mit Bentley die Trophäe in Stadion Stamford Bridge herein, um sie dem neuen Kapitän John Terry zu überreichen. Gut sechs Jahre später verstarb er dann 18 Tage vor seinem 87. Geburtstag.

## Titel/Auszeichnungen
- Englische Meisterschaft (1): 1955
- Charity Shield (1): 1955